# World Series of Boxing 2012-2013
La World Series of Boxing 2012-2013 è la terza edizione della competizione di pugilato delle World Series of Boxing.

## Formula della competizione
Partecipano alla competizione dodici franchigie, raggruppate in due gironi. La regular season consiste in un girone unico all'italiana, con incontri di andata e ritorno. Le prime quattro squadre di ciascun girone si qualificano per la fase ad eliminazione diretta (play-off).
In caso di squadre a pari punti in classifica, la preferenza viene assegnata in base a (ordine decrescente):
- minor numero si walkover
- maggior numero di partite vinte
- maggior numero di partite vinte tra le squadre a pari punti
- maggior numero di incontri vinti tra le squadre a pari punti
- maggior numero di incontri vinti
- maggior numero di punti individuali accumulati

Le squadre si affrontano in due incontri, uno in casa e uno in trasferta (casa dell'avversario) per le fasi a gironi, i quarti di finale e le semifinali. La finale ha luogo in campo neutro e gli incontri si svolgeranno nell'arco di due giorni. La sede della finale sarà Astana, in Kazakistan.

## Regolamento
Ogni giornata consiste in cinque incontri, uno per ciascuna categoria di peso:
- Pesi gallo (50 – 54kg)
- Pesi leggeri (57 – 61kg)
- Pesi medi (68 – 73kg)
- Pesi mediomassimi (80 – 85kg)
- Pesi massimi (91+ kg)

Ogni incontro è diviso in 5 round della durata di 3 minuti ciascuno. La vittoria di ciascun incontro può essere assegnata per uno dei seguenti criteri:
- per punti (WP): il vincitore è colui che, al termine di ciascun incontro, ha totalizzato il punteggio maggiore assegnato dai tre giudici di gara
- per knock-out (KO)
- per KO tecnico (TKO)
- per KO tecnico con infortunio (TKO-I)
- per squalifica (DSQ)
- per pareggio tecnico (TD)
- per walk-over (WO)
- nessun combattimento (NC)

I punti assegnati a ciascuna franchigia al termine di ogni giornata sono attribuiti come segue:
- Se la giornata si conclude con i punteggi 5-0, 4-1, 4-0, 3-0, 3-1, 2-0 o 1-0, la franchigia vincente riceve 3 punti, la perdente 0.
- Se la giornata si conclude con i punteggi 3-2 o 2-1, la franchigia vincente riceve 3 punti, la perdente 1.
- In caso di pareggio entrambe le franchigie ricevono 2 punti.

## Squadre partecipanti
12 squadre provenienti da tutto il mondo hanno preso parte alla competizione.
| Squadra                        | Sede              | Confederazione | Ultima partecipazione |
| ------------------------------ | ----------------- | -------------- | --------------------- |
| Algeria Desert Hawks           | Blida             | AFBC           | Debuttante            |
| Argentina Condors              | Buenos Aires      | AMBC           | Debuttante            |
| Astana Arlans Kazakhstan       | Astana            | ASBC           | 2011-2012             |
| Azerbaijan Baku Fires          | Baku              | ASBC           | 2011-2012             |
| British Lionhearts             | Londra            | EUBC           | Debuttante            |
| Dolce & Gabbana Italia Thunder | Milano            | EUBC           | 2011-2012             |
| German Eagles                  | Göppingen         | EUBC           | Debuttante            |
| Hussars Poland                 | Pruszków          | EUBC           | Debuttante            |
| Mexico Guerreros               | Città del Messico | AMBC           | 2011-2012             |
| Russia                         | Mosca             | EUBC           | 2011-2012             |
| Ukraine Otamans                | Kiev              | EUBC           | Debuttante            |
| USA Knockouts                  | Reno              | AMBC           | Debuttante            |

## Gironi
La composizione dei due gironi è stata determinata da un sorteggio effettuato il 22 settembre 2012 a Losanna (Svizzera), presso la sede AIBA.
| Gruppo A              | Gruppo B                       |
| --------------------- | ------------------------------ |
| Algeria Desert Hawks  | Astana Arlans Kazakhstan       |
| Argentina Condors     | British Lionhearts             |
| Azerbaijan Baku Fires | Dolce & Gabbana Italia Thunder |
| Hussars Poland        | German Eagles                  |
| Mexico Guerreros      | Ukraine Otamans                |
| Russia                | USA Knockouts                  |

## Stagione regolare

### Gruppo A

#### Classifica
| Squadra               | P.ti | G  | V | S | MV | MP | TD | WO |
| --------------------- | ---- | -- | - | - | -- | -- | -- | -- |
| Azerbaijan Baku Fires | 27   | 10 | 9 | 1 | 39 | 11 | 0  | 0  |
| Mexico Guerreros      | 19   | 10 | 6 | 4 | 27 | 23 | 0  | 0  |
| Hussars Poland        | 13   | 10 | 4 | 6 | 17 | 33 | 0  | 0  |
| Argentina Condors     | 12   | 10 | 3 | 6 | 21 | 28 | 1  | 0  |
| Russia                | 12   | 10 | 5 | 5 | 27 | 23 | 0  | 5  |
| Algeria Desert Hawks  | 9    | 10 | 2 | 7 | 18 | 31 | 1  | 3  |

- Azerbaijan Baku Fires, Mexico Guerreros, Rafako Hussars Poland e Argentina Condors qualificate ai play-off.

#### Risultati
| Prima giornata |                       |           |                      |
| Data           | Casa                  | Risultato | Ospiti               |
| 16 nov. '12    | Mexico Guerreros      | 4-1       | Hussars Poland       |
| 17 nov. '12    | Azerbaijan Baku Fires | 5-0       | Argentina Condors    |
| 18 nov. '12    | Russia                | 5-0       | Algeria Desert Hawks |

| Quinta giornata |                       |           |                   |
| Data            | Casa                  | Risultato | Ospiti            |
| 11 gen. '13     | Algeria Desert Hawks  | 2-2       | Argentina Condors |
| 11 gen. '13     | Mexico Guerreros      | 3-2       | Russia            |
| 12 gen. '13     | Azerbaijan Baku Fires | 5-0       | Hussars Poland    |

| Nona giornata |                      |           |                       |
| Data          | Casa                 | Risultato | Ospiti                |
| 22 feb. '13   | Mexico Guerreros     | 5-0       | Azerbaijan Baku Fires |
| 23 feb. '13   | Argentina Condors    | 4-1       | Russia                |
| 24 feb. '13   | Algeria Desert Hawks | 3-2       | Hussars Poland        |

| Seconda giornata |                      |           |                       |
| Data             | Casa                 | Risultato | Ospiti                |
| 23 nov. '12      | Hussars Poland       | 3-2       | Russia                |
| 23 nov. '12      | Argentina Condors    | 1-4       | Mexico Guerreros      |
| 30 nov. '12      | Algeria Desert Hawks | 2-3       | Azerbaijan Baku Fires |

| Sesta giornata |                      |           |                       |
| Data           | Casa                 | Risultato | Ospiti                |
| 18 gen. '13    | Hussars Poland       | 3-2       | Mexico Guerreros      |
| 19 gen. '13    | Argentina Condors    | 2-3       | Azerbaijan Baku Fires |
| 15 feb. '13    | Algeria Desert Hawks | 2-3       | Russia                |

| Decima giornata |                   |           |                       |
| Data            | Casa              | Risultato | Ospiti                |
| 1º mar. '13     | Russia            | 5-0       | Mexico Guerreros      |
| 3 mar. '13      | Hussars Poland    | 0-5       | Azerbaijan Baku Fires |
| 6 mar. '13      | Argentina Condors | 5-0       | Algeria Desert Hawks  |

| Terza giornata |                       |           |                      |
| Data           | Casa                  | Risultato | Ospiti               |
| 8 dic. '12     | Argentina Condors     | 5-0       | Hussars Poland       |
| 9 dic. '12     | Mexico Guerreros      | 3-2       | Algeria Desert Hawks |
| 26 gen. '13    | Azerbaijan Baku Fires | 5-0       | Russia               |

| Settima giornata |                       |           |                      |
| Data             | Casa                  | Risultato | Ospiti               |
| 1º feb. '13      | Mexico Guerreros      | 5-0       | Argentina Condors    |
| 2 feb. '13       | Azerbaijan Baku Fires | 5-0       | Algeria Desert Hawks |
| 8 mar. '13       | Russia                | 4-1       | Hussars Poland       |

| Quarta giornata |                       |           |                      |
| Data            | Casa                  | Risultato | Ospiti               |
| 14 dic. '12     | Hussars Poland        | 3-2       | Algeria Desert Hawks |
| 14 dic. '12     | Azerbaijan Baku Fires | 4-1       | Mexico Guerreros     |
| 9 mar. '13      | Russia                | 4-1       | Argentina Condors    |

| Ottava giornata |                       |           |                   |
| Data            | Casa                  | Risultato | Ospiti            |
| 8 feb. '13      | Algeria Desert Hawks  | 5-0       | Mexico Guerreros  |
| 8 feb. '13      | Hussars Poland        | 4-1       | Argentina Condors |
| 9 feb. '13      | Azerbaijan Baku Fires | 4-1       | Russia            |

### Gruppo B

#### Classifica
| Squadra                        | P.ti | G  | V | S | MV | MP | TD | WO |
| ------------------------------ | ---- | -- | - | - | -- | -- | -- | -- |
| Astana Arlans Kazakhstan       | 24   | 10 | 8 | 2 | 34 | 16 | 0  | 0  |
| Dolce & Gabbana Italia Thunder | 22   | 10 | 7 | 3 | 30 | 20 | 0  | 0  |
| British Lionhearts             | 16   | 10 | 5 | 5 | 25 | 25 | 0  | 0  |
| Ukraine Otamans                | 14   | 10 | 5 | 5 | 26 | 24 | 0  | 0  |
| German Eagles                  | 9    | 10 | 3 | 7 | 21 | 29 | 0  | 2  |
| USA Knockouts                  | 4    | 10 | 2 | 8 | 14 | 36 | 0  | 3  |

- Astana Arlans Kazakhstan, Dolce & Gabbana Italia Thunder, British Lionhearts e Ukraine Otamans qualificate ai play-off.

#### Risultati
| Prima giornata |                    |           |                          |
| Data           | Casa               | Risultato | Ospiti                   |
| 15 nov. '12    | USA Knockouts      | 1-4       | British Lionhearts       |
| 16 nov. '12    | Ukraine Otamans    | 2-3       | Astana Arlans Kazakhstan |
| 17 nov. '12    | D&G Italia Thunder | 5-0       | German Eagles            |

| Quinta giornata |                 |           |                          |
| Data            | Casa            | Risultato | Ospiti                   |
| 11 gen. '13     | Ukraine Otamans | 4-1       | British Lionhearts       |
| 12 gen. '13     | German Eagles   | 1-4       | Astana Arlans Kazakhstan |
| 12 gen. '13     | USA Knockouts   | 0-5       | D&G Italia Thunder       |

| Nona giornata |                    |           |                          |
| Data          | Casa               | Risultato | Ospiti                   |
| cancellata    | USA Knockouts      | 5-0       | Ukraine Otamans          |
| 23 feb. '13   | German Eagles      | 5-0       | British Lionhearts       |
| 23 feb. '13   | D&G Italia Thunder | 4-1       | Astana Arlans Kazakhstan |

| Seconda giornata |                          |           |                    |
| Data             | Casa                     | Risultato | Ospiti             |
| 23 nov. '12      | Astana Arlans Kazakhstan | 5-0       | USA Knockouts      |
| 23 nov. '12      | German Eagles            | 3-2       | Ukraine Otamans    |
| 23 nov. '12      | British Lionhearts       | 4-1       | D&G Italia Thunder |

| Sesta giornata |                          |           |                    |
| Data           | Casa                     | Risultato | Ospiti             |
| 17 gen. '13    | British Lionhearts       | 5-0       | USA Knockouts      |
| 18 gen. '13    | Astana Arlans Kazakhstan | 4-1       | Ukraine Otamans    |
| 18 gen. '13    | German Eagles            | 2-3       | D&G Italia Thunder |

| Decima giornata |                          |           |                    |
| Data            | Casa                     | Risultato | Ospiti             |
| 1º mar. '13     | Astana Arlans Kazakhstan | 4-1       | German Eagles      |
| 1º mar. '13     | British Lionhearts       | 2-3       | Ukraine Otamans    |
| 1º mar. '13     | USA Knockouts            | 2-3       | D&G Italia Thunder |

| Terza giornata |                          |           |                    |
| Data           | Casa                     | Risultato | Ospiti             |
| 7 dic. '12     | German Eagles            | 5-0       | USA Knockouts      |
| 8 dic. '12     | Astana Arlans Kazakhstan | 5-0       | British Lionhearts |
| 8 dic. '12     | D&G Italia Thunder       | 4-1       | Ukraine Otamans    |

| Settima giornata |                    |           |                          |
| Data             | Casa               | Risultato | Ospiti                   |
| 31 gen. '13      | USA Knockouts      | 1-4       | Astana Arlans Kazakhstan |
| 1º feb. '13      | Ukraine Otamans    | 5-0       | German Eagles            |
| 2 feb. '13       | D&G Italia Thunder | 4-1       | British Lionhearts       |

| Quarta giornata |                          |           |                    |
| Data            | Casa                     | Risultato | Ospiti             |
| 14 dic. '12     | Astana Arlans Kazakhstan | 3-2       | D&G Italia Thunder |
| 14 dic. '12     | Ukraine Otamans          | 4-1       | USA Knockouts      |
| 14 dic. '12     | British Lionhearts       | 4-1       | German Eagles      |

| Ottava giornata |                    |           |                          |
| Data            | Casa               | Risultato | Ospiti                   |
| 7 feb. '13      | British Lionhearts | 4-1       | Astana Arlans Kazakhstan |
| 8 feb. '13      | Ukraine Otamans    | 4-1       | D&G Italia Thunder       |
| 9 feb. '13      | USA Knockouts      | 4-1       | German Eagles            |

## Play-off

### Tabellone
|  | Quarti di finale               | Quarti di finale               | Quarti di finale | Quarti di finale | Quarti di finale |  |  | Semifinali                     | Semifinali                     | Semifinali               | Semifinali               | Semifinali |   |   | Finale          | Finale          | Finale | Finale | Finale |  |
|  |                                |                                |                  |                  |                  |  |  |                                |                                |                          |                          |            |   |   |                 |                 |        |        |        |  |
|  | Ukraine Otamans                | Ukraine Otamans                | 5                | 1                | 6                |  |  |                                |                                |                          |                          |            |   |   |                 |                 |        |        |        |  |
|  | Azerbaijan Baku Fires          | Azerbaijan Baku Fires          | 0                | 4                | 4                |  |  | Ukraine Otamans                | Ukraine Otamans                | 1                        | 5                        | 6          |   |   |                 |                 |        |        |        |  |
|  | Hussars Poland                 | Hussars Poland                 | 1                | 1                | 2                |  |  | Dolce & Gabbana Italia Thunder | Dolce & Gabbana Italia Thunder | 4                        | 0                        | 4          |   |   |                 |                 |        |        |        |  |
|  | Dolce & Gabbana Italia Thunder | Dolce & Gabbana Italia Thunder | 4                | 4                | 8                |  |  |                                |                                |                          |                          |            |   |   | Ukraine Otamans | Ukraine Otamans | 2      | 3      | 5      |  |
|  | British Lionhearts             | British Lionhearts             | 4                | 0                | 4                |  |  |                                |                                | Astana Arlans Kazakhstan | Astana Arlans Kazakhstan | 3          | 3 | 6 |                 |                 |        |        |        |  |
|  | Mexico Guerreros               | Mexico Guerreros               | 1                | 5                | 6                |  |  | Mexico Guerreros               | Mexico Guerreros               | 2                        | 0                        | 2          |   |   |                 |                 |        |        |        |  |
|  | Argentina Condors              | Argentina Condors              | 3                | 0                | 3                |  |  | Astana Arlans Kazakhstan       | Astana Arlans Kazakhstan       | 3                        | 5                        | 8          |   |   |                 |                 |        |        |        |  |
|  | Astana Arlans Kazakhstan       | Astana Arlans Kazakhstan       | 2                | 5                | 7                |  |  |                                |                                |                          |                          |            |   |   |                 |                 |        |        |        |  |

### Quarti di finale
| Squadra 1          | Totale | Squadra 2                      | Andata | Ritorno |
| ------------------ | ------ | ------------------------------ | ------ | ------- |
| Ukraine Otamans    | 6 - 4  | Azerbaijan Baku Fires          | 5 - 0  | 1 - 4   |
| Hussars Poland     | 2 - 8  | Dolce & Gabbana Italia Thunder | 1 - 4  | 1 - 4   |
| British Lionhearts | 4 - 6  | Mexico Guerreros               | 4 - 1  | 0 - 5   |
| Argentina Condors  | 3 - 7  | Astana Arlans Kazakhstan       | 3 - 2  | 0 - 5   |

### Semifinali
| Squadra 1        | Totale | Squadra 2                      | Andata | Ritorno |
| ---------------- | ------ | ------------------------------ | ------ | ------- |
| Ukraine Otamans  | 6 - 4  | Dolce & Gabbana Italia Thunder | 1 - 4  | 5 - 0   |
| Mexico Guerreros | 2 - 8  | Astana Arlans Kazakhstan       | 2 - 3  | 0 - 5   |

## Squadra campione
| Campione delle World Series of Boxing 2013 |
| ------------------------------------------ |
| Astana Arlans Kazakhstan (primo titolo)    |

## Ranking individuali
Pesi gallo
| Pos. | Squadra                  | Pugile           | Vittorie | Vittorie | Vittorie | Sconfitte | Sconfitte | Sconfitte | TD | Incontri totali | Punti | ! |
| Pos. | Squadra                  | Pugile           | T        | C        | F        | T         | C         | F         | TD | Incontri totali | Punti | ! |
| ---- | ------------------------ | ---------------- | -------- | -------- | -------- | --------- | --------- | --------- | -- | --------------- | ----- | - |
| 1    | British Lionhearts       | Andrew Selby     | 6        | 6        | 0        | 0         | 0         | 0         | 0  | 6               | 889   | 0 |
| 2    | Mexico Guerreros         | Elias Emigdio    | 6        | 6        | 0        | 1         | 1         | 0         | 0  | 7               | 1028  | 1 |
| 3    | Astana Arlans Kazakhstan | Bagdad Alimbekov | 4        | 3        | 1        | 0         | 0         | 0         | 0  | 4               | 522   | 0 |
| 4    | German Eagles            | Veaceslav Gojan  | 4        | 3        | 1        | 1         | 0         | 1         | 0  | 5               | 735   | 0 |
| 5    | Azerbaijan Baku Fires    | Magomed Kurbanov | 3        | 3        | 0        | 0         | 0         | 0         | 0  | 3               | 450   | 0 |
| 6    | Astana Arlans Kazakhstan | Miras Zhakupov   | 3        | 2        | 1        | 1         | 1         | 0         | 0  | 4               | 589   | 0 |

Pesi leggeri
| Pos. | Squadra                        | Pugile                       | Vittorie | Vittorie | Vittorie | Sconfitte | Sconfitte | Sconfitte | TD | Incontri totali | Punti | ! |
| Pos. | Squadra                        | Pugile                       | T        | C        | F        | T         | C         | F         | TD | Incontri totali | Punti | ! |
| ---- | ------------------------------ | ---------------------------- | -------- | -------- | -------- | --------- | --------- | --------- | -- | --------------- | ----- | - |
| 1    | Azerbaijan Baku Fires          | Albert Selimov               | 4        | 4        | 0        | 0         | 0         | 0         | 0  | 5               | 600   | 0 |
| 2    | Algeria Desert Hawks           | Abdelkader Chadi             | 3        | 3        | 0        | 0         | 0         | 0         | 1  | 3               | 439   | 0 |
| 3    | Ukraine Otamans                | Vasyl' Lomačenko             | 3        | 2        | 1        | 0         | 0         | 0         | 0  | 3               | 450   | 0 |
| 4    | Astana Arlans Kazakhstan       | Samat Bashenov               | 3        | 2        | 1        | 0         | 0         | 0         | 0  | 3               | 434   | 0 |
| 5    | Argentina Condors              | Juan Javier Carrasco Herrera | 3        | 3        | 0        | 0         | 0         | 0         | 0  | 3               | 434   | 1 |
| 6    | Dolce & Gabbana Italia Thunder | Branimir Stanković           | 3        | 1        | 2        | 1         | 0         | 1         | 0  | 4               | 573   | 0 |

Pesi medi
| Pos. | Squadra                        | Pugile                | Vittorie | Vittorie | Vittorie | Sconfitte | Sconfitte | Sconfitte | TD | Incontri totali | Punti | ! |
| Pos. | Squadra                        | Pugile                | T        | C        | F        | T         | C         | F         | TD | Incontri totali | Punti | ! |
| ---- | ------------------------------ | --------------------- | -------- | -------- | -------- | --------- | --------- | --------- | -- | --------------- | ----- | - |
| 1    | Mexico Guerreros               | Marvin Cabrera        | 5        | 5        | 0        | 0         | 0         | 0         | 0  | 5               | 725   | 0 |
| 2    | Ukraine Otamans                | Ivan Golub            | 4        | 2        | 2        | 0         | 0         | 0         | 0  | 4               | 584   | 0 |
| 3    | Astana Arlans Kazakhstan       | Sergìj Derev'jančenko | 3        | 1        | 2        | 0         | 0         | 0         | 0  | 3               | 442   | 0 |
| 4    | Dolce & Gabbana Italia Thunder | Vincenzo Mangiacapre  | 3        | 2        | 1        | 0         | 0         | 0         | 0  | 3               | 449   | 0 |
| 5    | Azerbaijan Baku Fires          | Mikalai Vesialou      | 3        | 2        | 1        | 0         | 0         | 0         | 0  | 3               | 448   | 0 |
| 6    | Hussars Poland                 | Tomasz Jablonski      | 3        | 3        | 0        | 0         | 0         | 0         | 0  | 3               | 432   | 0 |

Pesi mediomassimi
| Pos. | Squadra                  | Pugile                | Vittorie | Vittorie | Vittorie | Sconfitte | Sconfitte | Sconfitte | TD | Incontri totali | Punti | ! |
| Pos. | Squadra                  | Pugile                | T        | C        | F        | T         | C         | F         | TD | Incontri totali | Punti | ! |
| ---- | ------------------------ | --------------------- | -------- | -------- | -------- | --------- | --------- | --------- | -- | --------------- | ----- | - |
| 1    | Argentina Condors        | Yamil Peralta         | 6        | 4        | 2        | 0         | 0         | 0         | 0  | 6               | 877   | 0 |
| 2    | Mexico Guerreros         | Isaac Muñoz Gutierrez | 4        | 3        | 1        | 1         | 1         | 0         | 0  | 5               | 730   | 0 |
| 3    | British Lionhearts       | Joe Ward              | 4        | 4        | 0        | 1         | 0         | 1         | 0  | 5               | 740   | 0 |
| 4    | Astana Arlans Kazakhstan | Hrvoje Sep            | 3        | 1        | 2        | 0         | 0         | 0         | 0  | 3               | 448   | 0 |
| 5    | Azerbaijan Baku Fires    | Vladimir Cheles       | 3        | 1        | 2        | 0         | 0         | 0         | 0  | 3               | 439   | 0 |
| 6    | Azerbaijan Baku Fires    | Ramazan Magomedau     | 3        | 2        | 1        | 0         | 0         | 0         | 0  | 3               | 46    | 0 |

Pesi massimi
| Pos. | Squadra                  | Pugile                       | Vittorie | Vittorie | Vittorie | Sconfitte | Sconfitte | Sconfitte | TD | Incontri totali | Punti | ! |
| Pos. | Squadra                  | Pugile                       | T        | C        | F        | T         | C         | F         | TD | Incontri totali | Punti | ! |
| ---- | ------------------------ | ---------------------------- | -------- | -------- | -------- | --------- | --------- | --------- | -- | --------------- | ----- | - |
| 1    | Mexico Guerreros         | Gerardo Miguel Bisbal Melero | 4        | 2        | 2        | 1         | 1         | 0         | 0  | 5               | 729   | 0 |
| 2    | Algeria Desert Hawks     | Chouaib Bouloudinat          | 4        | 3        | 1        | 1         | 0         | 1         | 0  | 5               | 727   | 0 |
| 3    | British Lionhearts       | Joseph Joyce                 | 4        | 4        | 0        | 1         | 1         | 0         | 0  | 5               | 726   | 0 |
| 4    | Ukraine Otamans          | Oleksandr Usyk               | 3        | 2        | 1        | 0         | 0         | 0         | 0  | 3               | 450   | 0 |
| 5    | Azerbaijan Baku Fires    | Haji Murtuzaliyev            | 3        | 2        | 1        | 0         | 0         | 0         | 0  | 3               | 445   | 0 |
| 6    | Astana Arlans Kazakhstan | Ruslan Myrsatayev            | 3        | 3        | 0        | 0         | 0         | 0         | 0  | 3               | 450   | 0 |